# Пинаконы
Пинаконы — тетразамещенные этан-1,2-диолы общей формулы R2C(OH)-С(OH)R2, простейший представитель — пинакон (тетраметилэтан-1,2-диол), давший название этому классу виц-диолов.

## Реакционная способность
Пинаконы — бесцветные кристаллические вещества, хорошо растворимые в этаноле и хлороформе и плохо растворимые в воде. Пинаконы образуют ассоциаты с водой и из водных растворов часто кристаллизуются в виде гидратов, так, пинакон при кристаллизации из горячей воды выпадает в виде гексагидрата (пинаконгидрата).
Реакционная способность сходна с реакционной способностью третичных спиртов — они алкилируются, восстанавливаются йодистоводородной кислотой и т. п.
Специфической особенностью пинаконов являются реакции с перестройкой углеродного скелета.
Так, при нагревании пинаконы способны разлагаться с разрывом центральной связи на кетон и вторичный спирт, в случае бензпинакона (тетрафенилэтан-1,2-диола) такое разложение происходит уже при температуре плавления:
Ph2C(OH)-С(OH)Ph2 {\displaystyle \to } Ph2CO + Ph2CHOH
Под действием сильных кислот пинаконы претерпевают перегруппировку типа Вагнера-Меервейна в кетоны (пинаколины) с миграцией одного из заместителей (пинаколиновая перегруппировка):

## Синтез
Исторически первым методом синтеза пинаконов является конденсация кетонов при их одноэлектронном восстановлении, идущая через промежуточное образование анион-радикальных интермедиатов — кетилов, эта реакция является классическим методом синтеза пинаконов и в настоящее время:
Восстановление кетонов в пинаконы производят в апротонных неполярных растворителях (бензол, толуол, тетрагидрофуран), используя в качестве восстановителей двухвалентные металлы либо амальгамы магния и алюминия, так как использование двухвалентных металлов повышает выходы пинаконов за счет координации двух кетильных анион-радикалов у катиона металла.
Специфическим методом синтеза ароматических пинаконов является фотохимическое восстановление диарилкетонов изопропанолом под действием ультрафиолетового излучения, в случае бензофенона выходы бензпинакона составляют 93-95 %:
2 Ph2CO + (CH3)2CHOH {\displaystyle \to } Ph2C(OH)-C(OH)Ph2 + (CH3)2CO
Другой метод синтеза пинаконов — взаимодействие реактивов Гриньяра с α-дикетонами или легкодоступными сложными эфирами щавелевой кислоты. При использовании α-дикетонов образуются пинаконы с различными заместителями у спиртовых атомов углерода:
RCO-COR + R1MgHal {\displaystyle \to } RR1C(OH)-C(OH)RR1 ,
в случае использования алкилоксалатов образуются пинаконы с одинаковыми заместителями у спиртовых атомов углерода:
ROCO-COOR + R1MgHal {\displaystyle \to } R12C(OH)-C(OH)R12
Пинаконы также могут быть синтезированы из тетраалкилэтиленов — как прямым окислением:
RR1C=CRR1 + [O] + H2O {\displaystyle \to } RR1C(OH)-C(OH)RR1 ,
так и галогенированием с последующим гидролизом тетраалкилдигалогенэтанов:
RR1C=CRR1 + Br2 {\displaystyle \to } RR1CBr-CBrRR1
RR1CBr-CBrRR1 + 2 OH- {\displaystyle \to } RR1C(OH)-C(OH)RR1 + 2 Br-